# فرانكلين دبليو. سميث
فرانكلين دبليو. سميث (بالإنجليزية: Franklin W. Smith)‏ هو كاتب أمريكي، ولد في 9 أكتوبر 1826 في بوسطن في الولايات المتحدة، وتوفي في 11 أكتوبر 1911 في كامبريدج في الولايات المتحدة.